# L3 (chenillette)
Pour les articles homonymes, voir L3.
La chenillette L3 est une série de chenillettes italiennes en usage avant et pendant la Seconde Guerre mondiale. Elles furent développées à partir du Carden-Loyd Mark VI britannique. D'un équipage de deux hommes, sa masse est de 3,2 tonnes avec un blindage de 6 à 14 mm (à l'avant). Son armement de base est composé de deux mitrailleuses de 8 mm.

## Développement
La série des chenillettes L3 fut développée à partir des quatre chenillettes Carden Loyd Mark VI importées du Royaume-Uni en 1929. La firme Ansaldo commença en 1930 à produire une série de prototypes, utilisant encore la caisse des Carden Loyd. Ceux-ci aboutirent à une présérie, dénommée C.V.21. Le premier véhicule de série produit par les Italiens à partir de ces chenillettes fut le C.V.29, soit "Carro Veloce 1929" ou char rapide année 1929. Seules 21 C.V.29 furent construites, vues par les Italiens comme des chars légers, maniables, aptes au combat dans les régions montagneuses.
En 1933, un nouveau modèle fut mis au point conjointement par Fiat à Turin et Ansaldo à Gênes. Il s'agit de la chenillette Fiat-Ansaldo C.V.33 modèle 1933. L'année suivante, quelques modifications apportées à l'armement et à d'autres parties du véhicule furent à l'origine de la C.V.33 modèle 1934. Au total, quelque 300 exemplaires de la C.V.33 furent construits.
En 1935, un modèle légèrement amélioré de la C.V.33 fut produit, sous le nom de C.V.35. Les principales différences résident dans le fait que le blindage est vissé plutôt que riveté, et que l'unique mitrailleuse de 6,5 mm est remplacée par deux mitrailleuses Breda jumelées de 8 mm. De nombreuses C.V.33 furent rappelées afin d'être converties en C.V.35. En 1938, ces deux véhicules prirent pour nouvelles dénominations L3/33 et L3/35, le L désignant un char léger (L pour Leggero).
En 1938, une nouvelle version de la L3 fut conçue, désignée non officiellement sous le nom de C.V.38 puis L3/38, les modifications portant sur les suspensions et les chenilles. Il semblerait que peu de ces chenillettes entrèrent en service ou même furent construites. Elles possédaient des suspensions à barre de torsion et une mitrailleuse Madsen de 13,2 mm.

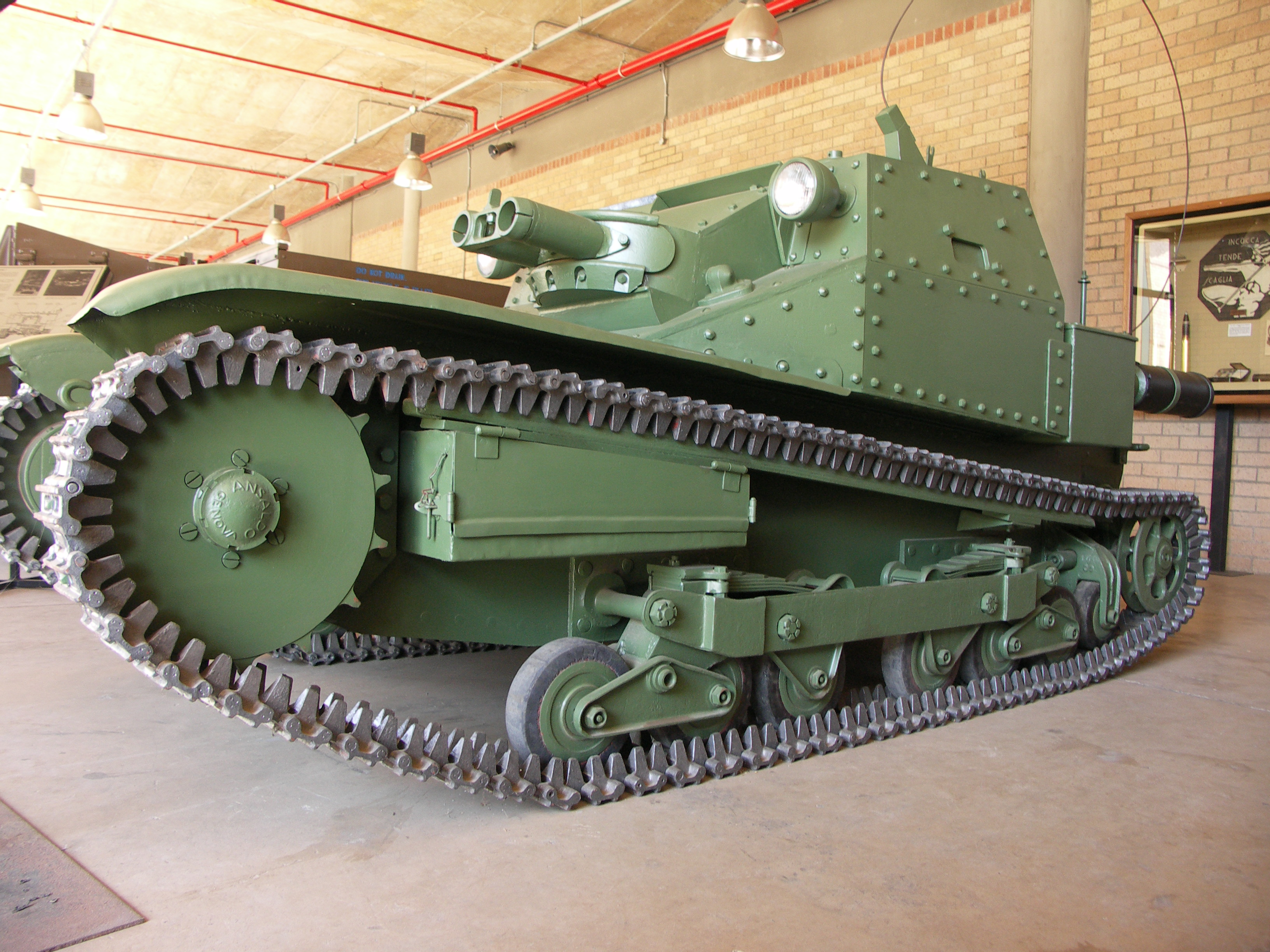
Une C.V.35 avec son blindage riveté.

La L3/35, comme les autres blindés L3, était considérée comme un char léger par l'état-major italien. Toutefois, ce type de blindé est davantage apparenté aux chenillettes, et considéré comme tel par les historiens.
Sauf dans le cas de certaines de ses variantes (cf. infra), la L3 était donc un véhicule légèrement blindé, servi par deux hommes d'équipage, armée le plus souvent de deux mitrailleuses jumelées. Outre le nombre et le calibre des mitrailleuses embarquées, les différences avec entre la L3/33 et la L3/35 étaient réduites. Dans les deux cas, le chef de char / tireur était à gauche, et le pilote à droite. Le moteur était disposé transversalement, à l'arrière de la caisse. Un radiateur circulaire se trouvait à l'arrière du bloc moteur, la transmission agissait sur les barbotins (roues d'entraînement) situés à l'avant. Afin d'assurer le roulement, deux boggies à trois roues montés sur ressorts à lames et une roue non suspendue à l'arrière se trouvaient de chaque côté. En haut, les chenilles passaient sur des rails en bois d'acacia.

## Production et exportation
Entre 2 000 et 2 500 chenillettes L3 furent construites, tous modèles et variantes confondus. De nombreux pays en acquirent dans ses différentes versions.
- Afghanistan : un nombre inconnu de C.V.35 entre 1937 et 1939.
- Albanie : six chenillettes en 1938.
- Autriche : 72 chenillettes, 36 C.V.33 série II (en 1935) et 36 C.V.35 série I (en 1937). Tous les exemplaires destinés à l'armée autrichienne furent réarmés avec une mitrailleuse Schwarzlose cal. 8 mm.
- Bolivie : un certain nombre de chenillettes équipées de radios, entre 1937 et 1938.
- Brésil : 23 C.V.35 série II, dont cinq armées d'une mitrailleuse Breda de 13,2 mm et dix-huit de deux mitrailleuses Madsen cal. 7 Mauser jumelées. Les Brésiliens semblent avoir bénéficié de la livraison de quelques L3/38.
- Bulgarie : 10 C.V.33 sérieI armées de mitrailleuses Schwartzlose (1933).
- Chine : près d'une centaine de chenillettes L3/33 et L3.35, dont l'armement subit plusieurs modifications. La principale unité les utilisant est la 200e division.
- Espagne nationaliste : quelques exemplaires utilisés durant la guerre civile espagnole. Les chenillettes furent intégrées à l'armée de terre espagnole dès sa fin.
- Hongrie : un grand nombre mais imprécis de chenillettes C.V.35, assemblées en série avec des fusils-mitrailleurs Brno 26. Des photographies d'époque indiquent que les Hongrois apportèrent une modification à l'écoutille.
- Irak : quelques modèles vendus en 1938 aux forces armées irakiennes.

D'autres furent encore vendues à la Grèce et au Paraguay, ces dernières ayant servi lors de la guerre du Chaco.

## Utilisateurs
Les L3 furent utilisées par tous ses acheteurs, mais son principal utilisateur fut l'Italie fasciste de Mussolini. Elles servirent également dans la Guardia Nazionale Repubblicana, lors de la constitution de la République sociale italienne en 1943.
Des L3 capturées furent également utilisées par les Grecs pendant la guerre italo-grecque de 1940-1941. Après l'invasion de la Yougoslavie et la bataille de Grèce (1941), les chenillettes L3 furent également utilisées par les partisans yougoslaves et la résistance grecque. À partir de 1941, quelques L3 furent confiées au gouvernement fantoche de l'état indépendant de Croatie (Nezavisna Država Hrvatska, or NDH) par les Allemands.
Quelques-unes de ces chenillettes restèrent en service en Italie durant l'immédiat après-guerre, dans le cadre de missions de police.

## Au combat
À partir de 1933, année de son entrée en service dans les rangs de l'armée italienne, les L3 prirent part à tous les faits de guerre impliquant l'Italie jusqu'en 1945.
- Plébiscite de la Sarre : Entre décembre 1934 et janvier 1935 un escadron de chenillettes du régiment Cavallegeri Guide fait partie du contingent italien envoyé à Sarrebruck pour le maintien de l'ordre public.
- Guerre d'Éthiopie : Entre 1935 et 1936 de nombreux escadrons de chars légers (chenillettes) prennent part aux opérations militaires tout au long de cette conquête de l'Éthiopie par l'Italie mussolinienne.
- Guerre d'Espagne : Entre 1937 et 1939, un certain nombre de L3 (équivalent à environ un bataillon) fut encadré par les Tercios de la Légion espagnole, en appui des troupes franquistes. Employées, entre autres, lors des batailles de Guadalajara et de Santander, les L3 doivent, pour la première fois le 26 octobre 1936, affronter des ennemis ayant une meilleure puissance de feu, comme le T-26 soviétique doté de canons de 37 et 45 mm. Afin de surmonter cette difficulté, les chenillettes remorquaient souvent des canons antichars qui pouvaient alors être utilisés pour tendre des embuscades aux adversaires plus imposants.
- Guerre slovaquo-hongroise.

Durant l'entre-deux-guerres, l'expérience au combat des L3 ne fut pas concluante. Par deux fois au moins pendant l'attaque de l'Éthiopie, les L3 furent mises hors de combat lors d'attaques massives d'infanterie. En Espagne, les L3 étaient totalement surclassées par les chars soviétiques. Et heureusement pour les Hongrois, les L3 ne furent pas un argument de leur victoire durant leur brève guerre contre la Slovaquie.
La chenillette L3 fut employée sur tous les théâtres d'opération de la Seconde Guerre mondiale où furent engagées les troupes italiennes. Elle fut présente sur la frontière franco-italienne, en Afrique du Nord, en Afrique orientale italienne, dans les Balkans et sur le Front de l'Est.
- Invasion italienne de l'Albanie : Les chars rapides du 31e reggimento carristi (régiment de chars, constitué des 8e et 10e escadrons) font partie du contingent qui va occuper, pratiquement sans rencontrer de résistance, la capitale Tirana.
- Bataille de France : Lors de l'entrée en guerre de l'Italie contre la France, quatre bataillons de chenillettes C.V.33/35 (plus tard rebaptisées L3/33 et L3/35) opérèrent contre les défenses françaises du secteur d'Aoste, obtenant peu de résultats et subissant de nombreuses pertes, notamment à cause des mines.

Le 10 juin 1940, lors de l'entrée de l'Italie dans la Seconde Guerre mondiale, l'Armée Royale italienne (Regio Esercito) ne disposait que d'une centaine de chars légers Fiat M11/39 répartis en deux bataillons de chars. Les chenillettes L3 équipaient toujours les trois divisions blindées italiennes, les bataillons de chars des divisions motorisées, les escadrons de chars légers de chaque division dite "rapide" (Celere), ainsi que de nombreux bataillons de chars indépendants.
- Guerre italo-grecque : Entre 1940 et 1941 le 31e régiment de chars, au sein de la 131e division italienne Centauro, comprenant des bataillons de chenillettes et un de chars légers M11/39, opérait sur le cours de la Vojussa. Dans ces conditions de terrain, les chenillettes L3 se montrèrent incapables de prendre l'avantage du fait de leur obsolescence manifeste, ne parvenant pas à surmonter les pièges antichars tendus par les troupes grecques.
- Campagne des Balkans, Opération Marita et Invasion de la Yougoslavie : Les chenillettes du 33e reggimento carristi de la 133e division italienne Littorio et celles du 31e régiment de la division Centauro sont employées en 1941 dans le cadre des opérations contre le royaume de Yougoslavie. À la fin de la campagne, certaines chenillettes L3 sont laissées sur place pour participer aux missions de police ou de lutte contre les partisans. Au 8 septembre 1943, la majeure partie de ces chenillettes est capturée ou détruite, et quelques exemplaires furent utilisés par les unités de Tito.

Bien que nombreuses, les chenillettes italiennes se montrèrent rapidement presque inutiles. En de nombreux endroits, les L3 furent réduites à un usage de casemate mobile (ou immobile), reléguées à des emplois secondaires ou tout simplement abandonnées dès qu'elles fonctionnaient mal. Peu d'entre elles restèrent en service en première ligne après fin 1940.

## Versions
- C.V.33 série I : Première désignation de la chenillette Carro Veloce Ansaldo (char rapide Ansaldo, 1er série). Elle est caractérisée par sa mitrailleuse FIAT Mod.14 de 6,5 mm refroidie par air, et par son unique pièce supportant la roue tendeuse. Après quelques mois, la mitrailleuse fut remplacée par une arme de même type, adaptée au calibre 8 mm.
- C.V.33 série II (Mod.34) : Apparue en 1934 mais distribuée en 1936, cette version introduit la double mitrailleuse jumelée, des FIAT Mod.14 de 8 mm, et la séparation de la roue tendeuse d'avec la roue arrière. Les charnières de la trappe du pilote se trouvent à l'intérieur de la caisse, le remplacement des portières arrière par des trappes, la portière d'aération protégée par une plaque métallique et d'autres modifications d'accessoires extérieurs complètent la version. En 1938, ces exemplaires sont rebaptisés L3/33 puis L33 en 1940.
- C.V.35 série I : Variante de la série précédente. Sa distinction n'est pas aisée, les différences se réduisant à quelques plaques de tôle de la caisse soudées, plutôt que rivetées. Les armes initiales sont remplacées par des mitrailleuses FIAT Mod.35 ou Breda Mod.38. En 1938, cette série est rebaptisée L3/35 puis L35 en 1940.
- C.V.35 série II : Pratiquement la même que la précédente, modifiée au niveau des portillons et des meurtrières.
- L3/38 (également désignée de manière non officielle du nom de C.V.38) : Cette série fut testée en 1937. Le prototype disposait d'un nouveau train de roulement, avec un diamètre augmenté pour les couples de roues des quatre boggies et une nouvelle suspension. En outre, les deux mitrailleuses de 8 mm furent remplacées par une Breda Mod.31 Tipo Marina de 13,2 mm sur vingt-trois modèles commandés par le Brésil. À partir de 1940 ce modèle fut désigné sous le nom de L38.
- L3 lf : Version lance-flammes (Lanciafiamme). Son développement débuta en 1935, sur des exemplaires de L3/33 série II et de L3/35  séries I & II. L'embout du lance-flammes remplaçait la mitrailleuse de droite, et le carburant était transporté dans une remorque blindée tractée par la chenillette, pour une capacité de 520 litres. Le dispositif d'alimentation en fluide inflammable passait par l'intérieur de la caisse. Des versions plus tardives emportaient le combustible dans un réservoir en forme de boîte placé au-dessus du compartiment moteur. Le véhicule pesait alors 5 tonnes. La L3 Lf fut employée en Abyssinie, en Espagne, en France, dans les Balkans, en Afrique du Nord et en Afrique orientale italienne.
- L3/r : Chenillette radio, adaptation faite sur toutes les versions, pour un usage de char de commandement.
- L3 Zappatori : Destinée à un usage de véhicule porte-pont, cette version expérimentale ne connut pas le succès attendu.
- L3 Carro recupero : Version expérimentale de dépanneuse.
- L3/Solothurn (ou L3 cc) : Version antichar (controcarro), c'était une L3 basique équipée d'un fusil antichar Solothurn S-18/1000 de 20 mm monté en lieu et place de la mitrailleuse d'origine. Seules quelques unités subirent cette modification, lesquelles furent utilisées uniquement en Afrique du Nord.
- L35 Aviotrasportabile : Version lance-flammes de la L3/35, adaptée pour pouvoir être transportée en avion.
- C.V.33 Addestramento mitraglieri : Un exemplaire fut partiellement privé de son bloc moteur afin d'être transformé en une sorte de simulateur pour l'instruction des mitrailleurs.
- Trubia : Version expérimentale conçue pour l'Espagne nationaliste, armée d'un canon Breda Mod.35 de 20 mm (cf. infra).
- L3 Trattore leggero : Version imaginée comme tracteur léger pour un canon de 47/32.
- Carro Cannone anticarro : Prototype de chasseur de char armé d'un canon de 47/32.
- L3 da demolizione : Un seul prototype radiocommandé destiné à la destruction des champs de mines ou de fortifications, à l'instar du Goliath allemand.
- Semovente L3 da 47/32 : Deux prototypes produits de ce canon automoteur (Semovente) équipé d'un canon antichar de 47 mm. Étant donné l'espace nécessaire pour servir le canon, il ne restait plus qu'un glacis avant, le reste de la caisse demeurant ouvert. Les prototypes, produits l'un par Fiat et l'autre par Breda, étaient très ressemblants, mais la mise en production ne fut jamais lancée.

### Une amélioration usurpée
Pendant la Guerre civile espagnole, un petit nombre de chars légers allemands Panzer I fut modifié, recevant un canon antiaérien Breda Mod.35 de 20 mm, alors que ces canons étaient destinés à des L3 dans sa variante Trubia. Les Panzer I avaient alors deux mitrailleuses, tout comme les L3/35 ; mais contrairement aux L3, celles-ci étaient montées sur tourelle rotative. Les chars furent donc préférés aux chenillettes, ce afin d'augmenter leur dangerosité.
Le 8 août 1937, le major-général García Pallasar reçut une note du Generalísimo Francisco Franco annonçant son besoin d'un Panzer I doté d'un canon de 20 mm. Au dernier moment, le canon choisi fut le modèle disponible chez Breda. Ce choix était dû à la simplicité de l'arme, par rapport aux autres candidats en lice comme le Flak 30 allemand. De plus, le Breda 20 mm pouvait percer un blindage de 40 mm à 250 m, ce qui était bien suffisant pour se débarrasser des T-26 soviétiques lors d'un face-à-face. Bien qu'initialement, quarante chenillettes L3/35 aient été commandées avec leur armement originel changé contre le canon antichar, la commande fut annulée une fois qu'il fut conclu que la même adaptation sur des Panzer I aurait de meilleurs résultats. Des prototypes de Panzer I étaient prêts en septembre 1937 et une commande fut passée après des essais fructueux. Le montage des canons-mitrailleurs Breda sur les Panzer I nécessita l'ouverture du haut de la tourelle et son exhaussement au moyen de plaques de blindage supplémentaires. Quatre de ces chars furent terminés à la Manufacture d'Armes de Séville, mais le reste de la série fut annulé lorsqu'il fut décidé que le nombre de T-26 républicains capturés était suffisant pour satisfaire la demande du commandement nationaliste. L'ajout du Breda sur les Panzer I n'était pas beaucoup apprécié par les équipages allemands, car le trou béant pratiqué dans la tourelle, permettant au chef de char de viser, s'avérait être un point faible particulièrement dangereux.

### Galerie

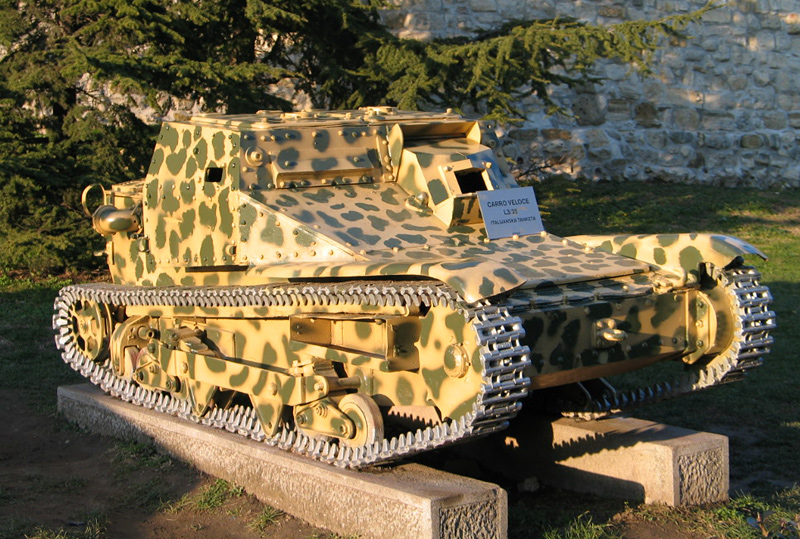
L3/35 (C.V.35) exposée au Muzeum Wojskowe à Belgrade en Serbie.
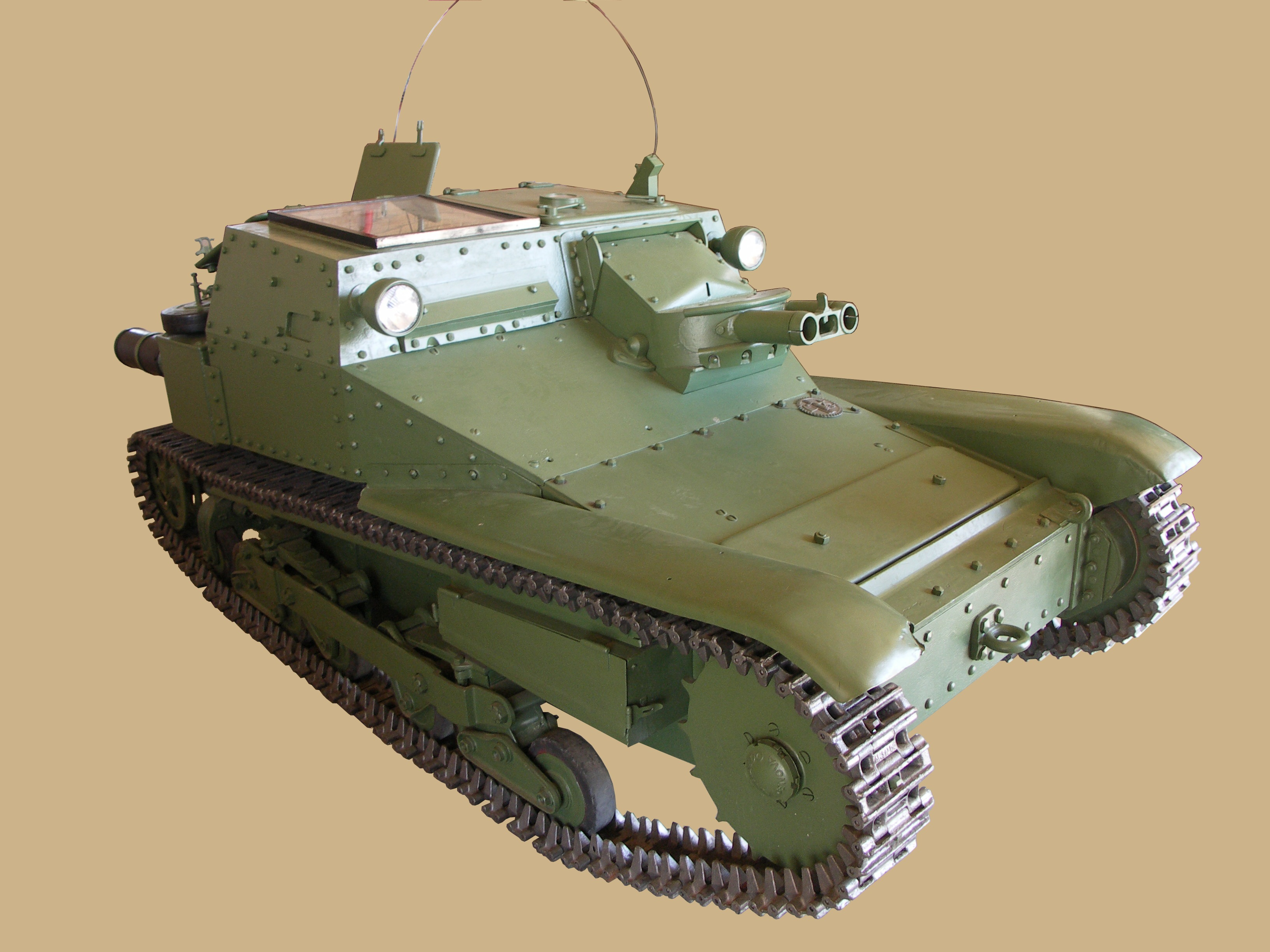
L3/r au South African National Museum of Military History de Johannesburg.
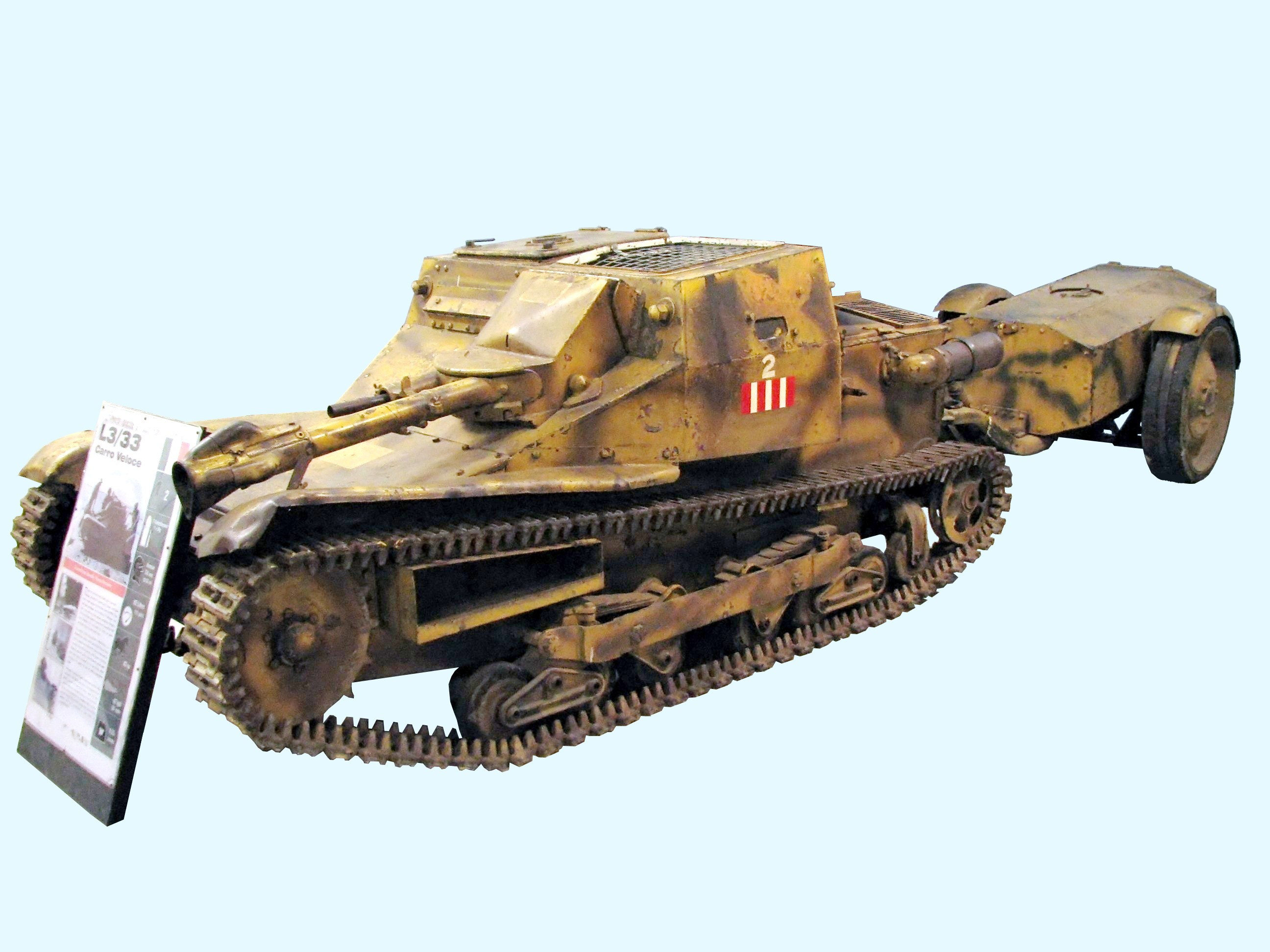
C.V.33 (L3) lf, équipée de son lance-flammes au Musée des blindés de Bovington.
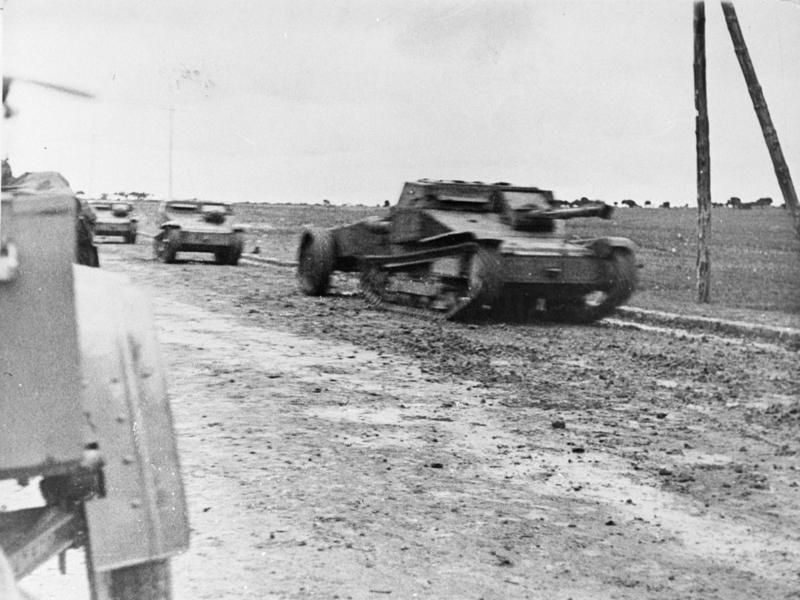
Chenillettes italiennes du Corpo Truppe Voluntarie pendant la Bataille de Guadalajara, Espagne, 1937. La première est en version lance-flammes.
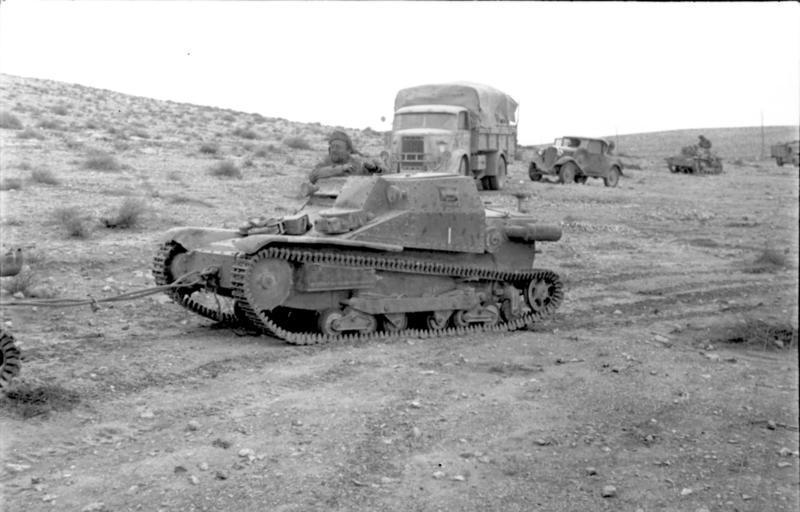
L3/33 en Afrique du Nord, 1941.
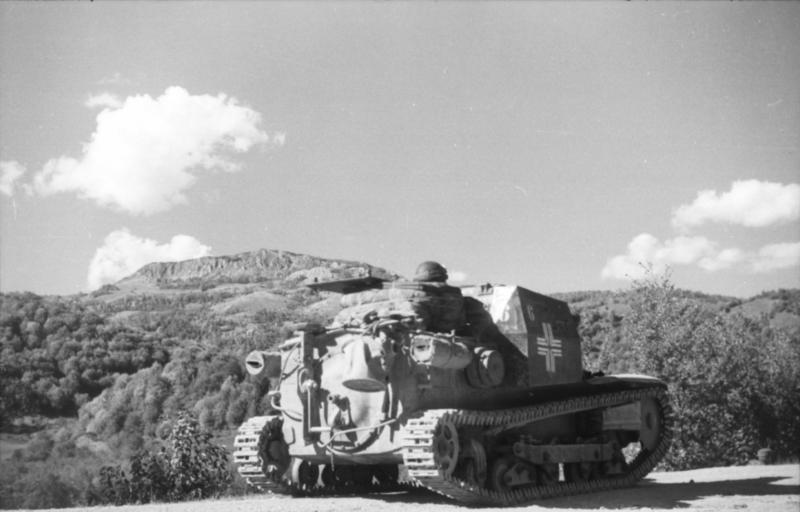
L3 en Albanie, unité inconnue, peinte aux couleurs allemandes, 1943.

## Anecdotes
- Les petites dimensions et le blindage très léger de cette chenillette lui apportèrent au sein de la troupe italienne quelques surnoms pas toujours glorieux. Elle a ainsi été baptisée du nom de boîte de sardines (scatola di sardine), de bière (cassa de morto) ou de cercueil d'acier (bara d'acciaio) du fait de ses faibles performances face à un ennemi même faiblement armé. Elle est toutefois parvenue parfois à détruire intégralement des colonnes de camions, du fait de son profil bas, de sa vitesse et de sa maniabilité.
- La construction d'une chenillette C.V.33 coûtait à l'époque 86 800 lires, soit l'équivalent de 77 millions de lires équivalent 1986, ce qui en faisait un blindé d'un coût modique.